# Saint-Congard
Saint-Congard è un comune francese di 762 abitanti situato nel dipartimento del Morbihan nella regione della Bretagna.

## Società

### Evoluzione demografica
Abitanti censiti